# Kostel svatého Cyrila a Metoděje (Jezeřany)
Kostel svatého Cyrila a Metoděje je filiální kostel v římskokatolické farnosti Loděnice u Moravského Krumlova, nachází se v centru obce Jezeřany-Maršovice.

## Historie
Dne 24. srpna 1936 se začal stavět kostel v Jezeřanech-Maršovicích. Pozemky získala obec od různých občanů v obci žijících. Kostel byl stavěn na náklady Martina Ruibara, rodáka z obce, který v tu dobu žil v Moravském Krumlově. Kostel byl vystavěn na památku Jana Ruibara, syna Martina Ruibara. Dne 20. září téhož roku byl posvěcen základní kámen kostela. Kostel byl dostavěn ke konci roku, 29. listopadu byly vytaženy zvony na věž. Kostel pak byl vybaven během roku 1937 a 2. května byl slavnostně vysvěcen Josefem Kupkou z Brna. Kostel byl po roce 2000 rekonstruován, byla opravena střecha kostela.